# Ljudmyla Sahajdak
Ljudmyla Sahajdak (ukrainisch Людмила Сагайдак, engl. Transkription Lyudmyla Sahaydak; * 5. November 1983) ist eine ehemalige ukrainische Biathletin.
Ihr internationales Debüt bei einer internationalen Meisterschaft der Frauen gab Ljudmyla Sahajdak bei den Sommerbiathlon-Weltmeisterschaften 2002 in Jamrozowa Polana, wo sie an der Seite von Tetjana Lytowtschenko, Olena Demydenko und Olena Subrylowa Staffel-Bronze gewann. Im weiteren Saisonverlauf nahm sie an den Biathlon-Juniorenweltmeisterschaften 2002 in Ridnaun teil und wurde 41. des Einzels, 40. des Sprints, 47. der Verfolgung und Staffel-Elfter. Ein Jahr später lief sie in Kościelisko bei den Juniorenweltmeisterschaften auf die Ränge 50. des Einzels, 18 im Sprint, 17 im Verfolgungsrennen und 14 mit der Staffel.